# Pareulype tangens
Pareulype tangens är en fjärilsart som beskrevs av Barend J. Lempke 1950. Pareulype tangens ingår i släktet Pareulype och familjen mätare. Inga underarter finns listade i Catalogue of Life.